# Общероссийский классификатор предприятий и организаций
Общеросси́йский классифика́тор предприя́тий и организа́ций (сокр. ОКПО), ОК 007-93 — принят в 1993 году, введён 1 июля 1994 года (Постановление Госстандарта России от 30.12.93 № 297).
Содержит восьми, десяти или четырнадцатизначный номер юридического лица, указываемый в бухгалтерских документах.
Изменения к ОКПО вносятся Росстатом в составе Статистического регистра хозяйствующих субъектов с использованием информационно-вычислительной сети Росстата.
Классификатор используется для ведения списка юридических лиц во всех государственных классификаторах и базах данных РФ для облегчения связывания данных о юридических лицах и учета статистики.
Также, как и ОКОГУ, является реквизитом N 4 электронного документооборота.